# یاکاسینک (سلطان‌داغی)
یاکاسینک (به ترکی استانبولی: Yakasinek) یک منطقهٔ مسکونی در ترکیه است که در سلطان‌داغی واقع شده‌است.